# Les Trois Sergents de Fort Madras
Pour plus de détails, voir Fiche technique et Distribution.
Les Trois Sergents de Fort Madras (titre original : I tre sergenti del Bengala) est un film italo-espagnol d'Umberto Lenzi sorti en 1964.

## Synopsis
Emprisonnés en Inde, trois sergents se voient offrir une proposition : Retrouver la liberté à condition qu'ils combattent le chef hindou Sikki Dharma qui tente de s'emparer des forts Victoria et Madras. Durant leur périple, les trois hommes sont arrêtés par des coupeurs de têtes mais parviennent à s'échapper. Ils organisent la défense du fort Madras.

## Fiche technique
- Titre original : I Tre Sergenti del Bengala
- Réalisation : Umberto Lenzi
- Scénario : Fulvio Gicca Palli et Victor Andrès Catena d'après une histoire d'Umberto Lenzi
- Directeurs de la photographie : Frederico G. Larraya et Angelo Lotti
- Montage : Jolanda Benvenuti
- Musique : John Wellman
- Genre : Film d'aventures
- Pays :  Italie,  Espagne
- Durée : 95 minutes
- Date de sortie :
  -  Italie : 29 décembre 1964
  -  Espagne : 23 août 1965 (Madrid)
  -  France : 5 novembre 1965

## Distribution
- Richard Harrison (VF : Denis Savignat) : Sgt. Frankie Ross
- Wandisa Guida  (VF : Nelly Benedetti) : Mary Stark
- Hugo Arden (VF : Jacques Beauchey) : Burt Wallace
- Nick Anderson (VF : Michel Roux) : Sgt. John Foster
- Andrea Bosic (VF : Roger Tréville) : Col. Lee McDonald
- Luz Márquez : Helen
- Aldo Sambrell (VF : Georges Aminel) : Gamal / Sikki Dharma
- Marco Tulli (VF : Jacques Deschamps) : le révérend Fortright
- Claudio Ruffini (VF : Henri Djanik) :Commandant
- Wilbert Bradley  (VF : Albert Augier) :chef
- Gino Marturano :Jo
- Alessandro Barrera Dakar: Hindou dans la taverne